# 尼古拉·维托罗夫
尼古拉·亚历山德罗维奇·维托罗夫（俄语：Никола́й Алекса́ндрович Вто́ров，1866年4月27日—1918年5月20日） 是一位俄罗斯帝国大亨。根据2006年福布斯的一项研究，第一次世界大战前夕，尼古拉·维托罗夫實際上是俄罗斯帝国的首富。 

## 生平
尼古拉·维托罗夫的父亲是一位伊尔库茨克商人 ，1911年其父親去世时，其净资产估计为1,360万卢布，這筆遺產由尼古拉和他的兄弟繼承。 
第一次世界大战爆發後，尼古拉·维托罗夫成为沙皇政府的军事承包商。
1917年俄国革命后，尼古拉·维托罗夫選擇留在俄罗斯，并決定向布尔什维克政权宣誓效忠。1918年5月，尼古拉·维托罗夫被暗杀。
1918年，尼古拉·维托罗夫的故居被苏俄政府没收，此后成为美国驻苏联大使（1933-1991年）和美国驻俄罗斯联邦大使（1991年至今）的住所。